# Rhododendron mianningense
Rhododendron mianningense là một loài thực vật có hoa trong họ Thạch nam. Loài này được Z.J. Zhao miêu tả khoa học đầu tiên năm 1987.